# Людвіг X (герцог Баварії)
Людвіг X (*Ludwig X. von Bayern, 18 вересня 1495  —22 квітня 1545) — герцог Ландсгут-Баварський у 1514—1545 роках.

## Життєпис
Походив з династії Віттельсбахів. Молодший син Альбрехта IV, герцога Баварії, та Кунігунди Габсбург (доньки імператора Фрідріха III). Народився у 1495 році в Грюнвальді.
Після того як батько Альбрехт IV в 1506 році встановив неподільність герцогства, Людвіга фактично було позбавлено можливості отримати якусь частку Баварії. У 1508 році після смерті батька новим баварським герцогом став старший брат Людвіга — Вільгельм IV, а Людвіг отримав титул графа Вогбургу.
Втім Людвіг відмовився обрати духовну кар'єру і висунув свої права на частину батьківських володінь. В цьому отримав підтримку з боку матері. Почалася судова тяганина. Людвіг звернувся до стриєчного брата — імператора Максиміліана I.
У 1514 році за посередництва імператора було досягнуто згоди. Людвіг отримав в управління чверть території Баварії — Ландсгут і Штраубін з титулом герцога. Надалі Людвіг X зумів відновити нормальні відносини з Вільгельмом IV.
Спочатку виявив симпатію до протестантизму, навіть сприяв друку праць Мартіна Лютера в Баварії. Під час Вормського рейхстагу перебував на боці імператора Карла V. Проте у 1521 році разом з братом в Мюнхенському університеті видав наказ, що забороняли поширення творів Мартина Лютера в Баварії. Також виступив ворогом Селянського повстання у Німеччині. У 1525 році разом з братом Вільгельмом IV сприяв придушенню повстання селян в архієпископстві Зальцбурзькому та південній Швабії.
У 1526 році після загибелі Людовика II Ягеллона Людвіг X намагався висунути свою кандидатуру на королівський престол Богемії, але зустрів протидію Габсбургів. У відповідь разом з братом надав підтримку Яношу Заполья, що боровся за трон Угорщини. З цього моменту починається його протистояння з Фердинандом Габсбургом, яке завершилося лише у 1534 році угодою у Лінці.
У середині 1530-х років відвідав Італію. На нього справило великий вплив місцеве мистецтво. У 1537 році наказав звести палац в Ландсгуті в італійському стилі.
Людвіг X помер 1545 року не залишивши законних спадкоємців, тому його володіння успадкував Вільгельм IV, тим самим закінчивши період поділу Баварії.

## Родина
- Анна фон Леонсберг (1525—1556), дружина Іоганна Альбрехта Відманштетера